# Singer 10
Der Singer 10 war ein Wagen der unteren Mittelklasse, den Singer in verschiedenen Ausführungen von 1913 bis 1916, von 1919 bis 1923 und von 1927 bis 1932 baute.

## 10 (1913–1916)
Der erste Singer 10 kam 1913 heraus und rundete das Singer-Modellprogramm nach unten ab. Der Wagen hatte einen Vierzylinder-Reihenmotor mit 1096 cm³ Hubraum (Bohrung × Hub = 63 mm × 88 mm). Der Motor hatte seitlich stehende Ventile.
Es gab einen viersitzigen Tourenwagen und einen zweisitzigen Phaeton.
Kriegsbedingt wurde die Fertigung 1916 eingestellt.

## 10 (1919–1923)
Nach dem Ersten Weltkrieg brachte Singer das zweite Modell 10 heraus. Sein Motor entsprach dem des Vorkriegsmodells; allerdings wurde anstatt des ‚’Claudel-Hobson’’-Vergasers ein ‚’Solex’’-Modell eingebaut. Wiederum war der 10 das kleinste Singer-Modell. Der 1096 cm³ Hubraum leistete 20 PS. Beim Getriebe handelte es sich um ein Dreiganggetriebe mit Schaltung in Fahrzeugmitte. Die Elektrik war mit 6V aufgebaut. Die Höchstgeschwindigkeit war mit 80 km/h bei einem Verbrauch von 6 Liter auf 100 km angegeben. Zur Ausrüstung gehörten Kilometerzähler, elektrisches Horn, Benzinuhr, elektrische Scheinwerfer, Lederpolsterung sowie ein Ersatzrad mit Dunlop Cord Bereifung.
Radstand und Spur des Fahrgestells waren etwas gewachsen. Neben dem viersitzigen Tourenwagen und dem zweisitzigen Phaeton gab es nun auch ein zweisitziges Coupé.
1923 wurde der 10 zunächst ohne Nachfolger eingestellt.

## 10 (1927–1932)
Der dritte Singer 10, 1927 vorgestellt, war nun nicht mehr das kleinste Modell. Über dem Modell 8 Junior, einem echten Kleinwagen, deckte es den mittleren Bereich der Modellpalette ab.
Der Vierzylinder-Reihenmotor hatte 1261 cm³ Hubraum (Bohrung × Hub = 65 mm × 95 mm) sorgte für eine Höchstgeschwindigkeit von 86,5 km/h.
Radstand und Spur des Fahrgestells waren gegenüber dem Vorgänger deutlich gewachsen. Der Wagen war als Tourenwagen, Roadster oder Limousine erhältlich.
1932 wurde der 10 ohne Nachfolger eingestellt. Das mittlere Segment der Modellpalette besetzte nun der größere Singer 12.